# 下町ロケバラエティ番組 浅草ベビ9
『浅草ベビ9』(あさくさべびきゅー)は、テレビ東京で2017年4月3日から9月24日まで放送されていたバラエティ番組。

## 概要
レプロエンタテインメント所属の3グループ9nine、ベイビーレイズJAPAN、ローファーズハイ!!が芸能の聖地浅草を舞台に様々な企画で対決していくとしていたが一時は初台のスタジオ内での収録が主体となっていて浅草ロケが行われなくなり、8月7日放送回ではSUPER☆GiRLSの浅川梨奈から浅草とは名ばかりになっていることを指摘されていた。だがその指摘が影響してか終盤では浅草ロケを復活させた。
基本的に番組で対決するのは9nineとベイビーレイズJAPANの2組となっており、ローファーズハイ!!は第7回以降から主に企画のアシスタントを担当していたが企画内容によっては助っ人としてローファーズハイ!!のメンバーが両チームのいずれかに加わって参戦する事もあった。
チーム戦で戦う際は小峠が9nine側、小宮がベイビーレイズJAPAN側に着いて共に行動している。これは第1回放送で行われたプロフィールクイズにて、MCの2人がどのチームのメンバーに関するクイズを答えるかをクジ引きで決め、結果小峠が9nineを、小宮がベビレを引いたため、その流れが最後まで続いていた。
MCの小峠と小宮は、共演している全メンバーの中でも特に林愛夏を一番推している（気に入っている）ため番組内で林が2人（特に小峠）から露骨に贔屓される事が極端に多く、最早番組恒例の流れと化していた。対照的にその事を番組内でいち早く指摘した西脇彩華は2人から邪険に扱われる事が殆どであった。特に小峠は9nine側に着いているのにも拘わらず林を毎回贔屓しているため、9nineのメンバーから苦情を入れられる事も度々あった。9月11日放送回の『9nine中野サンプラザLIVE密着SP！』で、8月26日に開催された『9nine Summer Live 2017 Excelsior!! -祭- / -Carnival-』では、ベビ9フリークの濱口優（よゐこ）と共に小峠がサプライズゲストとして出演し、「まなっちゃんが好きだよ!!」と叫び9nineファンの観客から大ブーイングを喰らわれ顰蹙を買った経験がある。
タイトルロゴにも「下町ロケバラエティ番組」という文字がないなど、基本的に「浅草ベビ9」という短い名前になっていた。
2018年1月14日からは後身番組として「浅草うず九」の放送が開始された。

## 出演者
- MC
  - 小峠英二（バイきんぐ）
  - 小宮浩信（三四郎）
- ナレーション
  - 相田周二（三四郎） - ナレーション以外にも、第18回「度胸があるアイドルは誰だ？真夏の夜の肝試しバトル!!」に肝試しの仕掛け人として出演。
- 9nine
  - 佐武宇綺、西脇彩華、吉井香奈恵、村田寛奈
- ベイビーレイズJAPAN
  - 林愛夏、傳谷英里香、大矢梨華子、高見奈央、渡邊璃生
- ローファーズハイ!!（主にアシスタントを担当）
  - アンジェリカ、大森つばさ、奥田こころ、鎌田彩樺、寒竹優衣、北村優衣、佐々木七海、清水夏帆、寺本莉緒、福地桃子、南沙良、百音、山﨑果倫、吉原来華

### その他出演者
- 広海・深海 - 第5回「9nine＆ベイビーレイズJAPAN 抜き打ち私服センスランキング」でメンバーの私服を判定。第6回「浅草のオシャレクイーンは誰だ? TGF東京ガールズ婦人服バトル!!」に審査員として出演。
- 菊地亜美 - 第8回「「いいね!」を押したくなるアイドルは誰だ? SNSクイーングランプリ!!」、第9回「「いいね!」を押したくなるアイドルは誰だ? SNS動画クイーングランプリ!!」に審査員として出演。
- 延藤光昭（老舗洋食店「洋食Omiya浅草」のシェフ及び店長） - 第10～11回「名店の味を作れ!! 浅草料理バトル」に審査員として出演。
- 高橋茂雄（サバンナ） - 第16～17回「放送開始4ヶ月特別企画 徹底討論!ベビ9批評」にご意見番として出演。
- 濱口優（よゐこ） - 第17回「放送開始4ヶ月特別企画 徹底討論!ベビ9批評」にVTR出演、第22回「9nine 中野サンプラザLIVE密着SP！」に出演。
- 西村瑞樹（バイきんぐ） - 第18回「度胸があるアイドルは誰だ？真夏の夜の肝試しバトル!!」に肝試しの仕掛け人として出演。
- RENA、MIO、宍戸大樹 - 第19回「アイドル防衛本能が強いのは誰だ？護身術センスクイーン決定戦!!」に出演。

## 放送リスト
2017年
| 回 | 放送日  | 放送内容 | 備考     |
| -- | ------- | --- | -------- |
| 1  | 4月3日  | 私達を覚えて!プロフィール強制記憶クイズ!!                                                                                                  |          |
| 2  | 4月10日 | 浅草で探せ!同名ハンティングバトル〜! | [ 注 1 ] |
| 3  | 4月17日 | 浅草の老舗を探せ!顔見世バトル!（前半） |          |
| 4  | 4月24日 | 浅草の老舗を探せ!顔見世バトル!（後半） |          |
| 5  | 5月1日  | 9nine＆ベイビーレイズJAPAN 抜き打ち私服センスランキング                                                                                    |          |
| 6  | 5月8日  | 浅草のオシャレクイーンは誰だ?TGF東京ガールズ婦人服バトル!!                                                                                 |          |
| 7  | 5月15日 | 新曲「Why don't you RELAX?」「バキバキ」発売記念 この際だから新曲ガンガン流しちゃおうぜSP                                                  | [ 注 2 ] |
| 8  | 5月22日 | 「いいね!」を押したくなるアイドルは誰だ? SNSクイーングランプリ!!                                                                           |          |
| 9  | 5月29日 | 「いいね!」を押したくなるアイドルは誰だ? SNS動画クイーングランプリ!!                                                                       |          |
| 10 | 6月5日  | 名店の味を作れ!! 浅草料理バトル（前半） |          |
| -  | 6月12日 | 放送休止 | [ 注 3 ] |
| 11 | 6月19日 | 名店の味を作れ!! 浅草料理バトル（後半） |          |
| 12 | 6月26日 | 常識があるアイドルは誰だ? ベビ9常識クイーン決定戦!!                                                                                        |          |
| 13 | 7月10日 | ベイビーレイズJAPAN 稲毛海浜公園野外LIVEの密着SP！                                                                                         |          |
| 14 | 7月17日 | 運動神経が良いアイドルはどっちだ? 連帯責任スポーツバトル！（前半）                                                                         |          |
| 15 | 7月24日 | 運動神経が良いアイドルはどっちだ? 連帯責任スポーツバトル！（後半）                                                                         |          |
| 16 | 7月31日 | 放送開始4ヶ月特別企画 徹底討論!ベビ9批評（前半）                                                                                           |          |
| 17 | 8月7日  | 放送開始4ヶ月特別企画 徹底討論!ベビ9批評（後半）                                                                                           |          |
| 18 | 8月14日 | 度胸があるアイドルは誰だ？真夏の夜の肝試しバトル!! 9nine&ベビレ 上海ライブ記念 MCへのおみやげセンスバトル!! 9nine＆ベビレの上海ライブ密着! | [ 注 4 ] |
| 19 | 8月21日 | アイドル防衛本能が強いのは誰だ？護身術センスクイーン決定戦!!                                                                               |          |
| 20 | 8月28日 | 謎を解いてお宝GET！謎解き浅草クエスト（前半）                                                                                              | [ 注 5 ] |
| 21 | 9月4日  | 謎を解いてお宝GET！謎解き浅草クエスト（後半）                                                                                              |          |
| 22 | 9月11日 | 9nine 中野サンプラザLIVE密着SP！ |          |
| 23 | 9月18日 | 涙のリクエスト！浅草カラオケ街（前半） |          |
| 24 | 9月25日 | 涙のリクエスト！浅草カラオケ街（後半） |          |

## スタッフ
- ナレーター:相田周二（三四郎）
- 構成:町田裕章、デーブ八坂、清山智之
- CAM:神尾淳
- 音声:谷口健二
- タイトル:小倉ヨシヒロ
- 美術:矢野ユウイチロウ
- 音効:吉田達朗、小松由佳
- 編集:小原太希、大関秀雄、川口達也
- MA:志村武浩、井坂拓人、馬場由布子、船木拓也
- 技術協力:スウィッシュ・ジャパン、TSP、ヌーベルアージュ
- 撮影協力:浅草花やしき、浅草セントラルホテル、浅草九劇、新宿ReNY、洋食Omiya浅草、まるごとにっぽん
- アシスタントプロデューサー:宮崎佑樹、山脇陵
- ディレクター:関谷司、布目顕一郎
- 演出:鎗野貴生
- プロデューサー:志水大介、森永恭平、堀田昌志
- 制作協力:Kmax
- 製作:LesPros entertainment

## 主題歌

### オープニングテーマ
1. 「Why don't you RELAX?」 （第1回 - 第14回）
オリジナル作詞・作曲：マーク・オトゥール、ホリー・ジョンソン、ピーター・ギル
日本語作詞・作曲：前山田健一 / 編曲：Initial Talk / 歌 : 9nine
2. 「ゆるとぴあ」 （第15回 - 最終回）
作詞：古屋真 / 作曲・編曲：遠藤大介 / 歌 : 9nine

### エンディングテーマ
1. 「シンデレラじゃいられない[3]」 （第1回 - 最終回）
作詞：遠藤美秋、zopp / 作曲・編曲：堀江晶太